# حميد البلوشي (ممثل كويتي)
حميد البلوشي (1 يناير 1980 -)، ممثل كويتي خریج المعهد العالي للفنون المسرحیة وبدا مشواره الفنی عام 1999 فی مسرحیة الیس فی بلاد العجائب مع الفنانة هدى حسين و ایضا لدیه عدید من المسرحیات ومسلسلات مع الفنانین الكويت و الخلیج.

## أعماله
- فارس الغابة
- كريمو
- أم البنات
- المقرود
- الدروازة
- بین الهدب دمعة
- عائلة ذهب في ذهب
- واو موتيل
- ویبقی
- الارجوحة
- الیس فی بلاد العجائب
- ولد بطنها

## روابط خارجية
- حميد البلوشي على موقع قاعدة بيانات الأفلام العربية